# Ricky Widianto

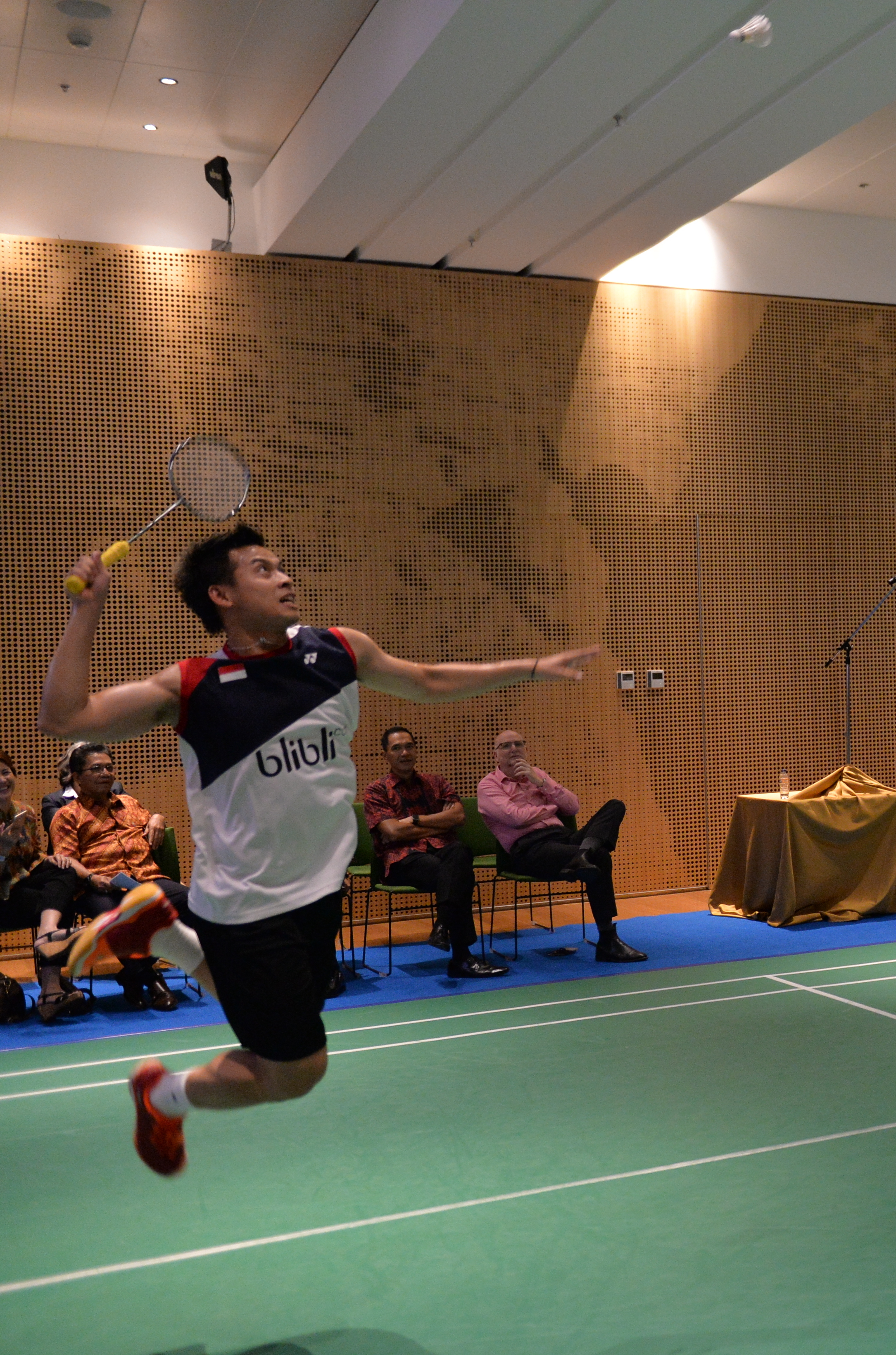
Ricky Widianto, 2016

Ricky Widianto (* 28. Dezember 1991 in Surabaya, auch Riky Widianto) ist ein indonesischer Badmintonspieler. 

## Karriere
Ricky Widianto wurde bei den Vietnam Open 2008 Zweiter im Mixed mit Vanessa Neo Yu Yan. In dieser Zeit (2005 bis 2009) startete er für Singapur. Bei der Sommer-Universiade 2011 gewann er Gold mit dem indonesischen Team und Bronze im Mixed mit Shendy Puspa Irawati.

## Sportliche Erfolge
| Saison | Veranstaltung | Disziplin | Platz | Name                                  |
| ------ | ------------- | --------- | ----- | ------------------------------------- |
| 2008   | Vietnam Open  | Mixed     | 2     | Ricky Widianto / Vanessa Neo Yu Yan   |
| 2011   | Universiade   | Mixed     | 3     | Ricky Widianto / Shendy Puspa Irawati |
| 2011   | Universiade   | Team      | 1     | Indonesien                            |